# Richteranklage
Das Institut Richteranklage in Deutschland soll die Verfassungstreue der Richter sowohl im als auch außerhalb des Dienstes und damit deren „demokratische Zuverlässigkeit“ gewährleisten. Sie ergänzt das Prinzip der Gewaltenteilung im Sinne einer gegenseitigen Kontrolle und ist Ausdruck der streitbaren Demokratie des Grundgesetzes.

## Normierung
Art. 98 Grundgesetz bestimmt unter anderem:

## Grundsätzliches
Nach den Erfahrungen aus der Weimarer Republik und der Zeit des Nationalsozialismus war der Parlamentarische Rat bestrebt, die Rechtsprechung mit den Prinzipien des Grundgesetzes in Einklang zu bringen, sie als dritte Gewalt in das System der checks and balances zu integrieren und ihr dadurch eine stärkere demokratische Legitimation zu verleihen. Die Norm wird daher als Bestandteil der grundgesetzlichen Konzeption der streitbaren und wehrhaften Demokratie von einer verfassungspolitischen Grundsatzentscheidung getragen. Die Bestimmung setzt voraus, dass Richter jederzeit, auch außerhalb des Dienstes, einer Treuepflicht gegenüber den Grundsätzen des Grundgesetzes unterliegen.

„Zu den in Art. 33 Abs. 5 GG genannten hergebrachten und zu beachtenden Grundsätzen des Berufsbeamtentums und des Richterrechts gehört der Grundsatz, daß vom Beamten und Richter zu fordern ist, daß er für die Verfassungsordnung, auf die er vereidigt ist, eintritt.“

Die Richteranklage ist gewissermaßen ein Gegenstück zur richterlichen Unabhängigkeit (Art. 97 GG), deren Missbrauch sie verhindern soll. Die richterliche Unabhängigkeit wird durch sie nicht eingeschränkt, da die Bindung an das Recht immanente Grenze der garantierten Unabhängigkeit ist. Zugleich sind die Hürden des Verfahrens bewusst hoch angesetzt, sodass es wirklich nur bei Ablehnung und Bekämpfung des Kerngehalts des Grundgesetzes anwendbar ist.

## Voraussetzungen
Voraussetzung einer Richteranklage ist ein Verstoß gegen „die Grundsätze der Verfassung oder gegen die verfassungsmäßige Ordnung eines Landes“. Carlo Schmid, der Vorsitzende des Hauptausschusses des Parlamentarischen Rats, sagte: „Es genügt nicht, daß ein Richter formaldemokratisch urteilt, sondern sein Urteil muß von den Wertmaßstäben, die den Kern der Demokratie ausmachen, getragen sein.“ Unter diesem Kern der Demokratie, den Grundsätzen des Grundgesetzes, wird allgemein dasselbe verstanden, was das Grundgesetz an anderer Stelle als freiheitliche demokratische Grundordnung bezeichnet.
Im Gegensatz zum Parteiverbot wird nicht verlangt, dass der Richter in aggressiv-kämpferischer Weise gegen die freiheitlich demokratische Grundordnung verstoßen hat.

## Anwendungsbereich
Die Richteranklage findet kraft der Bestimmungen des Grundgesetzes nur auf Bundesrichter Anwendung. Für Landesrichter können die Länder in ihren Verfassungen ein entsprechendes Verfahren vorsehen. Von dieser Möglichkeit hatten mit Stand 2020 alle Länder außer Bayern, Berlin und dem Saarland Gebrauch gemacht. 2024 führte das Land Berlin diese für ihre Landesrichter ein.
Auf ehrenamtliche Richter und Mitglieder des Bundesverfassungsgerichts findet die Richteranklage keine Anwendung. Für das Bundesverfassungsgericht besteht nach § 105 Abs. 2 BVerfGG die Möglichkeit zur „Selbstreinigung“.

## Anklage und Verfahren
Das Verfahren kann bei Bundesrichtern vom Bundestag mit einfacher Mehrheit eingeleitet werden. Die Länder dürfen in ihren Verfassungen nur „entsprechende Regelungen“ (Art. 98 Abs. 5 Satz 1 GG) aufnehmen, sodass grundsätzlich nur eine Entscheidung durch das jeweilige Landesparlament möglich ist. Die Länder können die Hürden jedoch höher setzen und beispielsweise eine Entscheidung mit qualifizierter Mehrheit verlangen. So braucht beispielsweise der Landtag von Nordrhein-Westfalen eine qualifizierte Mehrheit zur Anklageerhebung. Etwas anderes gilt nur für Landesverfassungsrecht, das älter als das Grundgesetz ist und das gemäß Art. 98 Abs. 5 Satz 2 GG weitergilt. So kann in Rheinland-Pfalz der Ministerpräsident den Generalstaatsanwalt anweisen, Anklage zu erheben. In Bremen kann auch der Senat oder der Justizsenator im Einvernehmen mit dem Richterwahlausschuss den Antrag stellen, in Hessen der Justizminister im Einvernehmen mit dem Richterwahlausschuss.
Die Entscheidung über die Anklage liegt in allen Fällen beim Bundesverfassungsgericht. Hier gilt auch älteres Landesverfassungsrecht nicht weiter.
Das Verfahren ist der Präsidentenanklage nachempfunden. Für eine Verurteilung ist – wie auch dort – eine Zweidrittelmehrheit erforderlich. Die Richteranklage ist das einzige Verfahren, bei dem dieses Mehrheitserfordernis unter den Verfassungsrichtern im Grundgesetz selbst festgeschrieben ist. Für die Präsidentenanklage geschieht dies einfachrechtlich.

## Rechtsfolgen
Der angeklagte Richter kann (theoretisch) auch bei Fahrlässigkeit durch das Urteil in ein anderes Amt oder in den Ruhestand versetzt werden. Im Parlamentarischen Rat wurde lange und heftig diskutiert, ob der Verfassungsverstoß nur bei Vorsatz im Wege der Richteranklage geahndet werden sollte. Dies hat im Kompromiss gemündet, dass nur bei Vorsatz die Entlassung in Betracht kommt.

## Bedeutung
Das Institut der Richteranklage hat keine praktische Bedeutung und wurde noch nie angewandt. Es hat jedoch symbolische und systematische Bedeutung.
Die Norm darf nicht dahingehend missverstanden werden, dass Richter nur im Wege der Richteranklage aus dem Amt entfernt werden können. Richter, die durch rechtskräftiges Urteil wegen einer vorsätzlichen Straftat zu einer Freiheitsstrafe von mindestens einem Jahr, wegen Volksverhetzung zu einer Freiheitsstrafe von mindestens sechs Monaten oder wegen einer vorsätzlichen Tat, die nach den Vorschriften über Friedensverrat, Hochverrat, Gefährdung des demokratischen Rechtsstaates oder Landesverrat und Gefährdung der äußeren Sicherheit strafbar ist, zu Freiheitsstrafe (ohne Mindestdauer) verurteilt wurden oder denen das Recht zur Bekleidung öffentlicher Ämter entzogen wird, verlieren automatisch ihr Richteramt (vgl. § 24 DRiG). Ebenso können Richter einem Disziplinarverfahren unterworfen werden, bis auf einen Verweis können Sanktionen hier allerdings nur von einem unabhängigen Gericht verhängt werden (vgl. § 64 Abs. 1 DRiG). Ferner kommt eine Versetzung des Richters in den Ruhestand nach § 31 DRiG in Betracht, wenn Tatsachen außerhalb der richterlichen Tätigkeit eine Maßnahme dieser Art zwingend gebieten, um eine schwere Beeinträchtigung der Rechtspflege abzuwenden.